# 火车站街道 (石嘴山市)
火车站街道，是中华人民共和国宁夏回族自治区石嘴山市惠农区下辖的一个乡镇级行政单位。

## 行政区划
火车站街道下辖以下地区：
花园社区、道东社区、火车站社区和矿安路社区。